# Kepez
Kepez est une ville et un district de la province d'Antalya dans la région méditerranéenne en Turquie.